# Nekrolog 1. Quartal 1961
Nekrolog
◄◄
| ◄
| 1957
| 1958
| 1959
| 1960
| 1961 | 1962 | 1963 | 1964 | 1965 | ► | ►►
1. Quartal |
2. Quartal |
3. Quartal |
4. Quartal 1961
Weitere Ereignisse | Allgemeiner Nekrolog 1961
Die Beschreibung der verstorbenen Person sollte so kurz wie möglich gehalten sein und nur deren signifikante Tätigkeit(en) enthalten.
Neue Namen ggf. auch unter dem Geburts- und Sterbedatum, also etwa unter 1. Januar und im Geburts- und Sterbejahr (2024) eintragen (nur bei entsprechender großer Wichtigkeit). Für Beispiele siehe die schon vorhandenen Artikel.
Außerdem über die fünf zuletzt Verstorbenen, zu denen es einen ausreichend guten Artikel für eine Präsentation auf der Hauptseite gibt, nach der todesbedingten Überarbeitung der Artikel ggf. auch unter Wikipedia Diskussion:Hauptseite informieren und sie am besten auch in den anderen Wikipedia-Sprachversionen eintragen. Tipp: Regelmäßig bei news.google.de nach „ist tot“, „gestorben“ oder „verstorben“ suchen.
Wenn eine Person gestorben ist, gibt es viele Seiten zu dieser Person in der Wikipedia, die davon auch betroffen sind und entsprechend aktualisiert werden müssen. Beispiele: Namenübersichtsseite, Geburtsjahr, Geburtsort-Seiten und viele mehr.
Wie finde ich die betroffenen Seiten?
Im Suchfeld auf der linken Seite gibt man den Suchbegriff so ein: „Vorname Nachname“. Dann klickt man auf Volltext und alle Seiten mit entsprechendem Suchtext werden aufgerufen. Hier sieht man dann schnell, wo auch das Todesjahr Sinn macht oder sogar ein Teil des Artikels angepasst werden muss. Auch hilft das „Werkzeug“ auf der linken Seite sehr gut, um solche Seiten aufzufinden: „Links auf diese Seite“. Somit ist die Wikipedia wieder aktuell in allen Bereichen! Hinweis: bei Eintragung der Kategorie „Gestorben JAHR“ wird der Missbrauchsfilter 49 ausgelöst, was jedoch nicht schlimm ist. Siehe: Spezial:Missbrauchsfilter/49
Dies ist eine Liste von im ersten Quartal 1961 verstorbenen bekannten Persönlichkeiten. Die Einträge erfolgen innerhalb der einzelnen Daten alphabetisch sortiert. Tiere sind im Nekrolog für Tiere zu finden.

## Januar
| Tag        | Name                                   | Beruf, bekannt als                                                                                 | Alter | Beleg |
| ---------- | -------------------------------------- | -------------------------------------------------------------------------------------------------- | ----- | ----- |
| 1. Januar  | Alastair Denniston                     | britischer Kryptoanalytiker                                                                        | 79    |       |
| 1. Januar  | Artur Erdle                            | deutscher Maler, Zeichner und Grafiker                                                             | 71    |       |
| 1. Januar  | Oscar Meyer                            | deutscher Wirtschaftsfunktionär und Politiker (DDP), MdR                                           | 84    |       |
| 1. Januar  | Alfred Sauerteig                       | deutscher Kommunalpolitiker und Autor                                                              | 83    |       |
| 2. Januar  | Daniel Chanis Pinzón                   | 24. Staatspräsident von Panama                                                                     | 68    |       |
| 2. Januar  | Johann Mathieu                         | deutscher Kommunist und Gewerkschaftsfunktionär                                                    | 72    |       |
| 2. Januar  | Walter Upmeyer                         | deutscher Musiker, Musikwissenschaftler und Musiksammler                                           | 84    |       |
| 3. Januar  | Dietrich von Müller                    | deutscher Generalleutnant im Zweiten Weltkrieg                                                     | 69    |       |
| 3. Januar  | Maximilian Müller-Jabusch              | deutscher Journalist                                                                               | 71    |       |
| 3. Januar  | Hasso von Wedel                        | deutscher Offizier, zuletzt Generalmajor im Zweiten Weltkrieg sowie Leiter der Wehrmachtpropaganda | 62    |       |
| 4. Januar  | George Dallas                          | britischer Politiker (Labour)                                                                      | 82    |       |
| 4. Januar  | Werner Kyrieleis                       | deutscher Augenarzt und Hochschullehrer                                                            | 62    |       |
| 4. Januar  | Erwin Schrödinger                      | österreichischer Physiker und Nobelpreisträger                                                     | 73    |       |
| 5. Januar  | Gaetano Azzariti                       | italienischer Jurist und Politiker                                                                 | 79    |       |
| 5. Januar  | Georg Schneider                        | deutscher Fußballspieler                                                                           | 68    |       |
| 05. Januar | Cor Zegger                             | niederländischer Schwimmer                                                                         | 63    |       |
| 6. Januar  | Max Anderlohr                          | Elektroingenieur (Medizingerätetechnik)                                                            | 76    |       |
| 6. Januar  | Constantine Bohacewskyi                | Erzbischof von Philadelphia                                                                        | 76    |       |
| 6. Januar  | Edgar Hahnewald                        | deutscher Schriftsteller, Redakteur und Illustrator                                                | 76    |       |
| 6. Januar  | Georg Luber                            | deutscher Landwirt und Politiker (NSDAP), MdL                                                      | 67    |       |
| 6. Januar  | Tibor von Pettkó-Szandtner             | ungarischer Pferdezüchter                                                                          | 74    |       |
| 6. Januar  | Aron Iljitsch Rubin                    | sowjetischer Philosoph, Literaturkritiker und Übersetzer                                           | 72    |       |
| 6. Januar  | Sameli Tala                            | finnischer Langstreckenläufer                                                                      | 67    |       |
| 6. Januar  | Regina Ullmann                         | Schweizer Dichterin                                                                                | 76    |       |
| 7. Januar  | Henri Châtin Hofmann                   | US-amerikanischer Tänzer                                                                           | 60    |       |
| 7. Januar  | Wladimir von Pawlowski                 | österreichischer Politiker                                                                         | 69    |       |
| 7. Januar  | Kurt Sachweh                           | deutscher Politiker (GB/BHE), MdL                                                                  | 54    |       |
| 8. Januar  | Gerhard Caemmerer                      | deutscher Jurist und NS-Gegner                                                                     | 55    |       |
| 8. Januar  | Yaşar Doğu                             | türkischer Ringer                                                                                  |       |       |
| 8. Januar  | Valentin Faltlhauser                   | deutscher Psychiater und Euthanasietäter                                                           | 84    |       |
| 8. Januar  | František Flos                         | tschechischer Dramatiker, Übersetzer und Schriftsteller                                            | 96    |       |
| 8. Januar  | Elsa Gindler                           | deutsche Buchhalterin und Gymnastiklehrerin                                                        | 75    |       |
| 8. Januar  | Eduard Götz                            | deutscher Malermeister, Dekorationsmaler und Kunstmaler                                            | 84    |       |
| 8. Januar  | Georges Scelle                         | französischer Rechtswissenschaftler, Mitglied der Völkerrechtskommission der Vereinten Nationen    | 82    |       |
| 9. Januar  | Emily Greene Balch                     | US-amerikanische Nationalökonomin, Pazifistin und Friedensnobelpreisträgerin                       | 94    |       |
| 9. Januar  | Hans Birth                             | deutscher Lehrer und Politiker (SPD), MdL                                                          | 73    |       |
| 9. Januar  | Richard Hamann                         | deutscher Kunsthistoriker                                                                          | 81    |       |
| 9. Januar  | Heinrich Klaus                         | deutscher Politiker (SPD)                                                                          | 84    |       |
| 9. Januar  | Axel von Rappard                       | deutscher Verwaltungsbeamter                                                                       | 89    |       |
| 10. Januar | Philipp Baetzner                       | deutscher Politiker (NSDAP), MdR                                                                   | 63    |       |
| 10. Januar | Dashiell Hammett                       | US-amerikanischer Krimi-Schriftsteller                                                             | 66    |       |
| 10. Januar | Rémy-Louis Leprêtre                    | französischer Ordensgeistlicher, römisch-katholischer Erzbischof und Diplomat des Heiligen Stuhls  | 82    |       |
| 10. Januar | Isabel Paterson                        | US-amerikanische Schriftstellerin, Journalistin und Literaturkritikerin                            | 74    |       |
| 10. Januar | Paul Rumpelt                           | deutscher Geheimdienstler, Leiter der Abteilung XIV des Ministeriums für Staatssicherheit          | 51    |       |
| 10. Januar | Walter Schnackenberg                   | deutscher Maler und Illustrator                                                                    | 80    |       |
| 10. Januar | Hans von Sommerfeld                    | deutscher Generalleutnant der Wehrmacht                                                            | 73    |       |
| 10. Januar | Carl Wedderkopf                        | deutscher Kommunalpolitiker (SPD) und Oberbürgermeister von Freital                                | 75    |       |
| 10. Januar | Marius de Zayas                        | mexikanischer Karikaturist, Maler, Autor und Galerist                                              | 80    |       |
| 11. Januar | Elena Gerhardt                         | deutsche Opernsängerin (Mezzosopran)                                                               | 77    |       |
| 11. Januar | Nikolai Fjodorowitsch Koltschizki      | russischer Erzpriester und leitender Kirchenbeamter der Russisch-Orthodoxen Kirche                 | 70    |       |
| 11. Januar | Josef Pirlet                           | deutscher Bauingenieur                                                                             | 80    |       |
| 11. Januar | Emil Stadelhofer                       | deutscher Bildhauer                                                                                | 88    |       |
| 12. Januar | Joseph A. A. Burnquist                 | US-amerikanischer Politiker                                                                        | 81    |       |
| 12. Januar | Walther Dobbertin                      | deutscher Fotograf                                                                                 | 78    |       |
| 12. Januar | Lajos Hatvany                          | ungarischer Schriftsteller und Politiker, Mitglied des Parlaments                                  | 80    |       |
| 12. Januar | Freddy Kindell                         | britischer Automobilrennfahrer                                                                     | 68    |       |
| 12. Januar | Walter Lambeth                         | US-amerikanischer Politiker                                                                        | 65    |       |
| 12. Januar | Ernst Ochs                             | deutscher Germanist und langjähriger Herausgeber des Badischen Wörterbuchs                         | 72    |       |
| 13. Januar | Herbert Derwein                        | deutscher Historiker und Stadtarchivar der Stadt Heidelberg                                        | 67    |       |
| 13. Januar | František Drtikol                      | tschechischer Fotograf                                                                             | 77    |       |
| 13. Januar | Herman Glass                           | US-amerikanischer Turner                                                                           | 80    |       |
| 13. Januar | Silvino Gurgel do Amaral               | brasilianischer Diplomat                                                                           | 86    |       |
| 13. Januar | Otto Nachmann                          | deutscher Unternehmer                                                                              | 67    |       |
| 13. Januar | Henry Morton Robinson                  | US-amerikanischer Autor                                                                            | 62    |       |
| 13. Januar | Charles Tatgenhorst                    | US-amerikanischer Politiker (Republikanische Partei)                                               | 77    |       |
| 13. Januar | Lem Winchester                         | US-amerikanischer Jazz-Vibraphonist und Komponist                                                  | 32    |       |
| 14. Januar | Christian Döbereiner                   | deutscher Violoncellist, Gambist, Dirigent und Musikschriftsteller                                 | 86    |       |
| 14. Januar | Barry Fitzgerald                       | irischer Schauspieler                                                                              | 72    |       |
| 14. Januar | Gérald Gagnier                         | kanadischer Komponist, Trompeter und Kapellmeister                                                 | 34    |       |
| 14. Januar | Dagobert Moericke                      | deutscher Jurist und Politiker                                                                     | 75    |       |
| 14. Januar | Paul Otto                              | deutscher Generalleutnant                                                                          | 79    |       |
| 14. Januar | Mirko Rachowitch                       | montenegrinischer Arzt in der Schweiz, Laien-Schriftsteller, Pazifist                              |       |       |
| 14. Januar | Nikolaus Schiergens                    | deutscher Politiker (FDP), MdL                                                                     | 61    |       |
| 14. Januar | Ernest Thesiger                        | britischer Schauspieler                                                                            | 81    |       |
| 15. Januar | Luise Heilborn-Körbitz                 | deutsche Drehbuchautorin                                                                           | 86    |       |
| 15. Januar | Alexander Knuchel                      | Schweizer Unternehmer                                                                              | 91    |       |
| 15. Januar | Raimund Mosler                         | deutscher Maler                                                                                    | 72    |       |
| 15. Januar | Albert Oldman                          | britischer Boxer                                                                                   | 77    |       |
| 15. Januar | Gerhard Schott                         | deutscher Geograph und Ozeanograph                                                                 | 94    |       |
| 15. Januar | Blind Joe Taggart                      | US-amerikanischer Bluesmusiker                                                                     | 68    |       |
| 16. Januar | Arthur Hellmer                         | österreichischer Schauspieler, Regisseur und Intendant                                             | 80    |       |
| 16. Januar | Gustav Klingelhöfer                    | deutscher Politiker (SPD), MdA                                                                     | 72    |       |
| 16. Januar | Max Schöne                             | deutscher Schwimmer                                                                                | 80    |       |
| 16. Januar | Hans Stockmar                          | deutscher Unternehmer                                                                              | 70    |       |
| 16. Januar | János Viski                            | ungarischer Komponist                                                                              | 54    |       |
| 17. Januar | Joseph S. Bradley                      | US-amerikanischer Offizier, Generalmajor der US-Army                                               | 60    |       |
| 17. Januar | M. William Bray                        | US-amerikanischer Rechtsanwalt und Politiker                                                       | 71    |       |
| 17. Januar | Blind Simmie Dooley                    | US-amerikanischer Blues-Sänger und Gitarrist                                                       | 79    |       |
| 17. Januar | Étienne Drioton                        | französischer katholischer Geistlicher und Ägyptologe                                              | 71    |       |
| 17. Januar | Kenneth Glass                          | kanadischer Segler                                                                                 | 47    |       |
| 17. Januar | Ludwig Hamann                          | deutscher Jurist und Regierungspräsident                                                           | 68    |       |
| 17. Januar | Patrice Lumumba                        | kongolesischer Politiker und erster Ministerpräsident des unabhängigen Kongo                       | 35    |       |
| 18. Januar | Joseph Connolly                        | irischer Politiker                                                                                 | 75    |       |
| 18. Januar | Thomas Anthony Dooley III              | amerikanischer Arzt                                                                                | 34    |       |
| 18. Januar | Franz Kleinsteuber                     | deutscher Architekt                                                                                | 74    |       |
| 18. Januar | Kurt Ohnesorge                         | deutscher Jurist                                                                                   | 82    |       |
| 18. Januar | George Holland Sabine                  | US-amerikanischer Philosoph und Vorläufer der Politikwissenschaft                                  |       |       |
| 19. Januar | Charlott Daudert                       | deutsche Schauspielerin                                                                            | 47    |       |
| 19. Januar | J. Hervey Germain                      | kanadischer Schauspieler und Humorist                                                              | 72    |       |
| 19. Januar | Jim Hendy                              | kanadischer Eishockeystatistiker und Historiker                                                    | 55    |       |
| 19. Januar | Gerhard von Janson                     | deutscher Offizier und politischer Aktivist                                                        | 79    |       |
| 19. Januar | Kurt Klamroth                          | deutscher Jurist                                                                                   | 56    |       |
| 19. Januar | Alice Ripper                           | ungarische Pianistin                                                                               | 71    |       |
| 20. Januar | Walther Ahlhorn                        | deutscher Jurist                                                                                   | 82    |       |
| 20. Januar | Hans Albrecht                          | deutscher Musikwissenschaftler und Hochschullehrer                                                 | 58    |       |
| 20. Januar | William Brown                          | kanadischer Curler und Olympiasieger                                                               |       |       |
| 20. Januar | Friedrich Veit                         | deutscher evangelischer Pastor                                                                     | 72    |       |
| 21. Januar | John J. Becker                         | US-amerikanischer Komponist                                                                        | 74    |       |
| 21. Januar | Franz Bornefeld-Ettmann                | deutscher Politiker (Zentrum), MdR                                                                 | 80    |       |
| 21. Januar | Blaise Cendrars                        | Schweizer Schriftsteller                                                                           | 73    |       |
| 21. Januar | Klemens Friemel                        | österreichischer Politiker                                                                         | 79    |       |
| 21. Januar | Ernst Klebel                           | deutscher Historiker                                                                               | 64    |       |
| 21. Januar | Alfred Kunft                           | deutsch-böhmischer Maler                                                                           | 68    |       |
| 21. Januar | Victor Maistriau                       | belgischer Politiker                                                                               | 90    |       |
| 21. Januar | Josef Otto                             | deutscher Schwerathlet                                                                             | 80    |       |
| 21. Januar | Heinrich Studer                        | Schweizer Verleger                                                                                 | 71    |       |
| 21. Januar | Carl Toldt                             | österreichischer Zoologe                                                                           | 86    |       |
| 21. Januar | João Villaret                          | portugiesischer Schauspieler                                                                       | 47    |       |
| 21. Januar | Heinrich Wienken                       | Bischof von Meißen (1951–1957)                                                                     | 77    |       |
| 22. Januar | Johann Fooken                          | deutscher Politiker (SPD), MdL                                                                     | 79    |       |
| 22. Januar | Hermann Hadenfeldt                     | deutscher Politiker und Bürgermeister der Städte Delmenhorst und Heide (Holstein)                  | 88    |       |
| 22. Januar | Friedrich Hayduck                      | deutscher Brauwissenschaftler                                                                      | 80    |       |
| 22. Januar | Franz Kuhn                             | deutscher Jurist, Sinologe und literarischer Übersetzer                                            | 76    |       |
| 22. Januar | William Stewart Roddie                 | britischer Offizier                                                                                |       |       |
| 22. Januar | Günther Stein                          | deutscher Journalist                                                                               | 60    |       |
| 22. Januar | Erwin Sumser                           | deutscher Arzt                                                                                     | 69    |       |
| 23. Januar | Gyula Bíró                             | ungarisch-mexikanischer Fußballspieler und -trainer                                                | 70    |       |
| 23. Januar | Franz U. Burkett                       | US-amerikanischer Anwalt und Politiker                                                             | 73    |       |
| 23. Januar | Martin Fischer                         | deutscher Diplomat, Mitglied der NSDAP, Gesandter in Nanjing                                       | 78    |       |
| 23. Januar | Rosa Gilomen                           | Präsidentin der sozialdemokratischen Frauengruppen der Schweiz                                     | 76    |       |
| 23. Januar | Wilhelm Koppers                        | deutscher katholischer Priester und Ethnologe                                                      | 74    |       |
| 23. Januar | Teymur bəy Novruzov                    | aserbaidschanischer Militärkommandeur                                                              | 80    |       |
| 24. Januar | Willem van Eysinga                     | niederländischer Jurist und Diplomat                                                               | 82    |       |
| 24. Januar | Irene Georgii-Hildebrand               | deutsche Bildhauerin                                                                               | 81    |       |
| 24. Januar | Alfred Gilbert                         | US-amerikanischer Leichtathlet, Spielzeugerfinder                                                  | 76    |       |
| 24. Januar | Herbert Henniker Heaton                | britischer Kolonialadministrator                                                                   | 80    |       |
| 24. Januar | Frederick Heuser                       | deutsch-US-amerikanischer Literaturhistoriker                                                      | 82    |       |
| 24. Januar | Rudolf Möller-Dostali                  | deutscher politischer Funktionär (KPD, SPD)                                                        | 68    |       |
| 24. Januar | Ernst Ludwig Voss                      | deutscher Diplomat                                                                                 | 81    |       |
| 24. Januar | Rudolf Wedekind                        | deutscher Paläontologe und Hochschullehrer                                                         | 77    |       |
| 25. Januar | Karl Heussi                            | deutscher Kirchenhistoriker                                                                        | 83    |       |
| 25. Januar | Nadeschda Andrejewna Udalzowa          | russische Malerin                                                                                  | 75    |       |
| 26. Januar | Walter Folger Brown                    | US-amerikanischer Politiker                                                                        | 91    |       |
| 26. Januar | Theodore Garbade                       | deutsch-schweizerischer Kaufmann und Bankier, Präsident des Verbandes der Zigarrenhersteller Kubas | 87    |       |
| 26. Januar | Benjamin F. James                      | US-amerikanischer Politiker                                                                        | 75    |       |
| 26. Januar | Sasaki Shōdō                           | japanischer Maler                                                                                  | 78    |       |
| 26. Januar | Karl Trucksaess                        | deutscher Politiker (DVP, LDP, FDP), MdA                                                           | 80    |       |
| 27. Januar | Roberto Edmundo Canessa                | salvadorianischer Kaffeeunternehmer und Politiker                                                  | 48    |       |
| 27. Januar | Werner Deschwanden                     | Schweizer Politiker                                                                                | 73    |       |
| 27. Januar | Johanna Ewald                          | deutsche Schauspielerin                                                                            | 75    |       |
| 27. Januar | Isa Jechl                              | österreichische Malerin                                                                            | 87    |       |
| 27. Januar | Emil Kiener                            | deutscher Politiker (NSDAP), MdR                                                                   | 60    |       |
| 27. Januar | Bernhard Lemling                       | deutscher Dichter und Chorleiter                                                                   | 56    |       |
| 27. Januar | Voldemārs Plade                        | lettischer Fußballspieler und -trainer                                                             | 60    |       |
| 27. Januar | Hans Strobl                            | deutscher Architekt und badischer Baubeamter                                                       | 81    |       |
| 27. Januar | Otto Weber                             | deutscher Politiker (KPD), MdR                                                                     | 67    |       |
| 28. Januar | Hugh Poynter Bell                      | kanadischer Musikkritiker und Komponist                                                            | ≈89   |       |
| 28. Januar | Ingvald Eriksen                        | dnäscher Turner                                                                                    | 76    |       |
| 28. Januar | Max Ludwig                             | deutscher Offizier und General der Artillerie                                                      | 89    |       |
| 28. Januar | John Stanton Fleming Morrison          | englischer Golfarchitekt                                                                           | 68    |       |
| 28. Januar | Fritz Remy                             | Erster Stadtverordnetenvorsteher in Offenbach am Main                                              | 81    |       |
| 28. Januar | Joseph Streidt                         | österreichischer katholischer Priester, Weihbischof in der Erzdiözese Wien                         | 55    |       |
| 28. Januar | Patricia Wentworth                     | britische Kriminalschriftstellerin                                                                 | 82    |       |
| 28. Januar | Hans Westhoff                          | preußischer Verwaltungsbeamter und Landrat                                                         |       |       |
| 28. Januar | August Žáček                           | tschechischer Physiker                                                                             | 75    |       |
| 29. Januar | Geoffrey Jefferson                     | britischer Chirurg                                                                                 | 74    |       |
| 29. Januar | Karl May                               | fränkischer Künstler                                                                               | 76    |       |
| 29. Januar | Johann Raithel                         | deutscher Generalleutnant der Luftwaffe im Zweiten Weltkrieg                                       | 63    |       |
| 29. Januar | Julian Riess                           | österreichischer Landtagsabgeordneter                                                              | 70    |       |
| 29. Januar | Theodor Süss                           | deutscher Rechtswissenschaftler                                                                    | 68    |       |
| 29. Januar | Jesse Wallace                          | US-amerikanischer Marineoffizier                                                                   | 61    |       |
| 30. Januar | John Duncan Fergusson                  | schottischer Maler                                                                                 | 86    |       |
| 30. Januar | Hans Frölicher                         | Schweizer Diplomat                                                                                 | 73    |       |
| 30. Januar | Arthur Milgram                         | US-amerikanischer Mathematiker                                                                     | 48    |       |
| 30. Januar | Johann Paul                            | österreichischer Politiker (SDAP), MdL (Burgenland)                                                | 77    |       |
| 30. Januar | Erich Pechel                           | österreichischer Politiker und Pfarrer                                                             | 78    |       |
| 30. Januar | Adolf Tannert                          | deutscher Turner                                                                                   | 85    |       |
| 30. Januar | Dorothy Thompson                       | US-amerikanische Schriftstellerin und Journalistin                                                 | 67    |       |
| 31. Januar | Max Burchartz                          | deutscher Grafiker, Typograf und Maler                                                             | 73    |       |
| 31. Januar | Eugene Dennis                          | US-amerikanischer Politiker                                                                        | 55    |       |
| 31. Januar | Siegfried Guggenheim                   | deutscher Anwalt, Notar und Kunstsammler                                                           | 87    |       |
| 31. Januar | Konstantin Nikolajewitsch de Rochefort | russischer Architekt                                                                               | 85    |       |
| Januar     | Ellis Stratakos                        | US-amerikanischer Jazzmusiker                                                                      |       |       |
| Januar     | Walther Tritsch                        | österreichischer Schriftsteller und Historiker                                                     | 68    |       |
| Januar     | Franz Waschek                          | rumänischer Chorleiter, Kirchenmusiker und Komponist                                               |       |       |

## Februar
| Tag         | Name                                                | Beruf, bekannt als                                                                             | Alter | Beleg |
| ----------- | --------------------------------------------------- | ---------------------------------------------------------------------------------------------- | ----- | ----- |
| 1. Februar  | Gerd Beug                                           | deutscher Ingenieur und Industrieller                                                          | 78    |       |
| 1. Februar  | Gerrit Bouwmeester                                  | niederländischer Fußballspieler                                                                | 68    |       |
| 1. Februar  | Wolfgang Geiger                                     | Regisseur, Kameramann und Drehbuchautor beim deutschen Stummfilm                               | 86    |       |
| 1. Februar  | Émile Henriot                                       | französischer Chemiker                                                                         | 75    |       |
| 1. Februar  | Max Simon                                           | deutscher SS-Offizier und Kriegsverbrecher                                                     | 62    |       |
| 2. Februar  | George Clifford Adams                               | US-amerikanischer Pianist und Songwriter                                                       | 73    |       |
| 2. Februar  | Karl Appelbaum                                      | deutscher Politiker (SPD), MdHB                                                                | 81    |       |
| 2. Februar  | Victor Danielsen                                    | färöischer Missionar der Brüderbewegung und Bibelübersetzer                                    | 66    |       |
| 2. Februar  | Kate Williams Evans                                 | walisisch-britische Sozialreformerin und Suffragette                                           | 94    |       |
| 2. Februar  | Joseph Orbeli                                       | sowjetisch-armenischer Orientalist und Direktor der Eremitage                                  | 73    |       |
| 2. Februar  | Adolf Vogl                                          | deutscher Komponist und Musikschriftsteller                                                    | 87    |       |
| 2. Februar  | Arpad Weixlgärtner                                  | österreichischer Kunsthistoriker und Museumsdirektor                                           | 88    |       |
| 2. Februar  | Anna May Wong                                       | US-amerikanische Schauspielerin                                                                | 56    |       |
| 3. Februar  | William Morrison, 1. Viscount Dunrossil             | britischer Politiker, Sprecher des House of Commons sowie Generalgouverneur von Australien     | 67    |       |
| 3. Februar  | Franziska Rademaker                                 | deutsche Schriftstellerin                                                                      | 82    |       |
| 3. Februar  | Minna Specht                                        | deutsche Pädagogin und Mitgründerin und Vorsitzende des ISK                                    | 81    |       |
| 4. Februar  | Curt Bley                                           | deutscher Widerstandskämpfer gegen den Nationalsozialismus                                     | 50    |       |
| 4. Februar  | Walter Karrer                                       | Schweizer Chemiker                                                                             | 69    |       |
| 4. Februar  | Piet Kramer                                         | niederländischer Architekt                                                                     | 79    |       |
| 4. Februar  | Heinz Lord                                          | deutscher Chirurg und Widerstandskämpfer                                                       | 43    |       |
| 4. Februar  | Alphonse Picou                                      | US-amerikanischer Jazzmusiker                                                                  | 82    |       |
| 4. Februar  | Elias Howard Sellards                               | US-amerikanischer Paläontologe und Geologe                                                     | 85    |       |
| 4. Februar  | Friedrich Wagner-Poltrock                           | deutscher Architekt, Baubeamter, Zeichner, Grafiker und Dichter                                | 77    |       |
| 5. Februar  | Matthias Annabring                                  | ungarisch-deutscher Rechtsanwalt                                                               | 56    |       |
| 5. Februar  | Helmuth Theodor Bossert                             | deutscher Archäologe, Altorientalist und Kunsthistoriker                                       | 71    |       |
| 5. Februar  | Clemens Giese                                       | deutscher Veterinärmediziner und Pionier des deutschen Tierschutzes                            | 81    |       |
| 5. Februar  | Ferdinand Kitt                                      | österreichischer Maler                                                                         | 73    |       |
| 5. Februar  | Humbert Lundén                                      | schwedischer Segler                                                                            | 79    |       |
| 5. Februar  | Ludwig Meybert                                      | deutscher Schauspieler, Theaterregisseur und Hörspielsprecher                                  | 68    |       |
| 5. Februar  | Martin Pietzsch                                     | deutscher Architekt                                                                            | 95    |       |
| 5. Februar  | Sinaida Schokalskaja                                | russische bzw. sowjetische Bodenkunde-Geographin                                               | 78    |       |
| 5. Februar  | Georg Waltenberger                                  | deutscher Kunstmaler                                                                           | 95    |       |
| 6. Februar  | Archibald Thompson Davison                          | US-amerikanischer Musikwissenschaftler, Musikpädagoge und Chorleiter                           | 77    |       |
| 6. Februar  | Lawrence Dundas, 2. Marquess of Zetland             | britischer Politiker und Kolonialadministrator                                                 | 84    |       |
| 6. Februar  | Paul Keri                                           | ungarischer Journalist und Schriftsteller                                                      | 78    |       |
| 6. Februar  | Reinhard Machold                                    | österreichischer Politiker (SDAPÖ, SPÖ), Mitglied des Bundesrates                              | 81    |       |
| 6. Februar  | George Schnéevoigt                                  | dänischer Kameramann und Filmregisseur                                                         | 67    |       |
| 7. Februar  | Antônio Augusto de Assis                            | brasilianischer Geistlicher, römisch-katholischer Bischof von Jaboticabal                      | 97    |       |
| 7. Februar  | Noah Lewis                                          | US-amerikanischer Musiker                                                                      | 65    |       |
| 7. Februar  | Jack Murray                                         | US-amerikanischer Filmeditor                                                                   | 60    |       |
| 7. Februar  | Immanuel Olsvanger                                  | jüdischer Folklorist, Übersetzer und zionistischer Aktivist                                    | 72    |       |
| 7. Februar  | Hans Reinmar                                        | österreichischer Opernsänger (Bariton)                                                         | 65    |       |
| 8. Februar  | Rudolf Batz                                         | deutscher SS-Führer und Täter des Holocaust                                                    | 57    |       |
| 8. Februar  | Fritz Curschmann                                    | deutscher Internist                                                                            | 81    |       |
| 8. Februar  | Rudolf Jürgens                                      | deutscher Hämatologe                                                                           | 63    |       |
| 8. Februar  | Kurt Pastenaci                                      | deutscher Schriftsteller und Historiker                                                        | 66    |       |
| 8. Februar  | Prince Hulon Preston junior                         | US-amerikanischer Politiker                                                                    | 52    |       |
| 8. Februar  | Walter Turza                                        | österreichischer SS-Führer                                                                     | 70    |       |
| 9. Februar  | Oscar Egg                                           | Schweizer Radrennfahrer                                                                        | 70    |       |
| 9. Februar  | Grigori Jakowlewitsch Löwenfisch                    | sowjetischer Schachspieler                                                                     | 71    |       |
| 9. Februar  | Carlos Coimbra da Luz                               | brasilianischer Politiker und Präsident                                                        | 66    |       |
| 9. Februar  | Anton Reichard von Mauchenheim genannt Bechtolsheim | deutscher Offizier, zuletzt General der Artillerie im Zweiten Weltkrieg                        | 64    |       |
| 9. Februar  | Niels Nielsen                                       | norwegischer Segler                                                                            | 77    |       |
| 9. Februar  | Bolívar Pagán                                       | puerto-ricanischer Politiker                                                                   | 63    |       |
| 9. Februar  | Louis Quempe                                        | französischer Turner                                                                           | 77    |       |
| 9. Februar  | Siegfried Schug                                     | deutscher Politiker (NSDAP), MdR, MdL                                                          | 62    |       |
| 9. Februar  | Millard Tydings                                     | US-amerikanischer Ingenieur, Jurist, Autor und Politiker der Demokratischen Partei             | 70    |       |
| 10. Februar | Albert Bülow                                        | deutscher Politiker (SPD), MdR                                                                 | 77    |       |
| 10. Februar | Jakub Deml                                          | tschechischer Schriftsteller und Dichter                                                       | 82    |       |
| 10. Februar | Erich Franz                                         | deutscher Schauspieler und Politiker (SPD, USPD, KPD), MdV                                     | 57    |       |
| 10. Februar | Andy Gibson                                         | US-amerikanischer Jazztrompeter, Arrangeur und Komponist des Swing                             | 47    |       |
| 10. Februar | Velma Middleton                                     | US-amerikanische Jazzsängerin                                                                  | 43    |       |
| 11. Februar | Adam Bauereisen                                     | deutscher Gynäkologe und Geburtshelfer                                                         | 85    |       |
| 11. Februar | Gabriel Maria Löhr                                  | deutscher römisch-katholischer Theologe                                                        | 83    |       |
| 11. Februar | Herbert von Marouschek                              | österreichischer Publizist und Autor                                                           | 51    |       |
| 12. Februar | Alfred Baumann                                      | deutscher Politiker, Redakteur, Kolumnist und Widerstandskämpfer gegen den Nationalsozialismus | 65    |       |
| 12. Februar | Josef Lang                                          | deutscher Gewerkschafter und Politiker (SPD), MdL                                              | 80    |       |
| 12. Februar | Armand Magyar                                       | ungarischer Ringer                                                                             | 63    |       |
| 12. Februar | Branko Miljković                                    | serbischer Dichter                                                                             | 27    |       |
| 12. Februar | John Skrataas                                       | norwegischer Turner                                                                            | 70    |       |
| 12. Februar | Walter Stoeckel                                     | deutscher Gynäkologe und Hochschullehrer                                                       | 89    |       |
| 12. Februar | Richmond K. Turner                                  | US-amerikanischer Admiral                                                                      | 75    |       |
| 12. Februar | Camille Van De Casteele                             | belgischer Radrennfahrer                                                                       | 59    |       |
| 13. Februar | Arthur Ripley                                       | US-amerikanischer Drehbuchautor, Filmregisseur und -produzent                                  | 64    |       |
| 14. Februar | Alfred Maack                                        | deutscher Schauspieler                                                                         | 78    |       |
| 14. Februar | Ma-Xu Weibang                                       | chinesischer Filmregisseur                                                                     |       |       |
| 14. Februar | Piet Ooms                                           | niederländischer Schwimmer und Wasserballspieler                                               | 76    |       |
| 14. Februar | Alfred Todt                                         | deutscher Landrat                                                                              | 55    |       |
| 15. Februar | Hanna Barth                                         | deutsche Malerin und Grafikerin                                                                |       |       |
| 15. Februar | Hanna Borchers                                      | deutsche Theaterschauspielerin und Opernsängerin (Sopran)                                      | 90    |       |
| 15. Februar | Gregory Kelley                                      | US-amerikanischer Eiskunstläufer                                                               |       |       |
| 15. Februar | Bradley Lord                                        | US-amerikanischer Eiskunstläufer                                                               | 21    |       |
| 15. Februar | Wilhelm Mayer-Gross                                 | deutsch-britischer Psychiater                                                                  | 72    |       |
| 15. Februar | Abraham Michalski                                   | Rabbiner der Neuorthodoxie                                                                     | 71    |       |
| 15. Februar | William Frank Norrell                               | US-amerikanischer Politiker und Abgeordneter                                                   | 64    |       |
| 15. Februar | Laurence Owen                                       | US-amerikanische Eiskunstläuferin                                                              | 16    |       |
| 15. Februar | Maribel Owen                                        | US-amerikanische Eiskunstläuferin                                                              | 20    |       |
| 15. Februar | Douglas Ramsay                                      | US-amerikanischer Eiskunstläufer                                                               |       |       |
| 15. Februar | Dudley Richards                                     | US-amerikanischer Eiskunstläufer                                                               | 29    |       |
| 15. Februar | Daniel Ryan                                         | US-amerikanischer Eiskunstläufer                                                               |       |       |
| 15. Februar | Edi Scholdan                                        | österreichischer Eiskunstlauftrainer                                                           |       |       |
| 15. Februar | Maribel Vinson                                      | US-amerikanische Eiskunstläuferin                                                              | 49    |       |
| 16. Februar | Walter L. Dorn                                      | US-amerikanischer Historiker                                                                   | 66    |       |
| 16. Februar | Bernard Paget                                       | britischer General                                                                             | 73    |       |
| 16. Februar | Dazzy Vance                                         | US-amerikanischer Baseballspieler                                                              | 69    |       |
| 17. Februar | Julius Jaenzon                                      | schwedischer Kameramann und Filmregisseur                                                      | 75    |       |
| 17. Februar | Elías Lafertte Gaviño                               | chilenischer Politiker und Gewerkschafter                                                      | 74    |       |
| 17. Februar | Nita Naldi                                          | US-amerikanische Schauspielerin der Stummfilmzeit                                              | 66    |       |
| 17. Februar | Sever Pop                                           | rumänischer Romanist und Dialektologe                                                          | 59    |       |
| 17. Februar | Emil Schumburg                                      | deutscher Jurist, SS-Mitglied                                                                  | 62    |       |
| 17. Februar | Heinz Witte                                         | deutscher Maler zumeist in Frankreich lebend                                                   | 81    |       |
| 18. Februar | Rudolf Bechert                                      | deutscher Jurist                                                                               | 60    |       |
| 18. Februar | Gilbert Benthall                                    | britischer Grafiksammler und Amateur-Kunsthistoriker                                           | 80    |       |
| 18. Februar | Johannes Birk                                       | dänischer Turner                                                                               | 67    |       |
| 18. Februar | Arnoldus Johannes Petrus van den Broek              | niederländischer Anatom                                                                        | 83    |       |
| 18. Februar | Fritz Coufal                                        | österreichischer Leichtathlet                                                                  | 55    |       |
| 18. Februar | Bogislav von Dönhoff                                | deutscher Diplomat und Politiker (NSDAP), MdPl                                                 | 79    |       |
| 18. Februar | Dietrich W. Dreyer                                  | deutscher Schiffsingenieur und Dokumentarfilmer                                                | 73    |       |
| 18. Februar | Willa McCord Blake Eslick                           | US-amerikanische Politikerin                                                                   | 82    |       |
| 18. Februar | Karel Johannes Frederiks                            | niederländischer Staatssekretär                                                                | 80    |       |
| 18. Februar | Bruce Mapes                                         | US-amerikanischer Eiskunstläufer                                                               | 59    |       |
| 18. Februar | Martha von Papen                                    | deutsche Ehefrau von Franz von Papen                                                           | 80    |       |
| 18. Februar | David Jenkins Ward                                  | US-amerikanischer Politiker                                                                    | 89    |       |
| 19. Februar | Gerhard Deeters                                     | deutscher Sprachwissenschaftler                                                                | 68    |       |
| 19. Februar | Rapolas Jakimavičius                                | litauischer Bildhauer und Hochschullehrer                                                      | 67    |       |
| 19. Februar | Michael Steinore                                    | US-amerikanischer Tontechniker und Spezialeffektkünstler                                       |       |       |
| 20. Februar | Heinrich Gieseke                                    | deutscher Architekt                                                                            | 83    |       |
| 20. Februar | Percy Grainger                                      | australischer Pianist, Komponist und Hochschullehrer                                           | 78    |       |
| 20. Februar | Harald Mannl                                        | deutscher Schauspieler und Hörspielsprecher                                                    | 56    |       |
| 21. Februar | Hippolyte Gruener                                   | US-amerikanischer Chemiker                                                                     | 91    |       |
| 21. Februar | Hermann Meyer-Rabingen                              | deutscher Offizier, zuletzt Generalleutnant; Kampfkommandant von Frankfurt (Oder)              | 73    |       |
| 22. Februar | Carl Achenbach                                      | deutscher Maler und Fotograf                                                                   | 79    |       |
| 22. Februar | Hermann Dießelhorst                                 | deutscher Physiker                                                                             | 90    |       |
| 22. Februar | Antonín Eltschkner                                  | tschechischer Bischof                                                                          | 81    |       |
| 22. Februar | Nick LaRocca                                        | US-amerikanischer Kornettist, Bandleader und Jazzpionier                                       | 71    |       |
| 22. Februar | Henri Werling                                       | luxemburgischer Geistlicher, Apostolischer Administrator (ad interim) für Estland              | 81    |       |
| 23. Februar | Hans Rau                                            | deutscher Physiker                                                                             | 79    |       |
| 24. Februar | Camillo Erba                                        | italienischer Radrennfahrer                                                                    | 52    |       |
| 24. Februar | Fritz Imhoff                                        | österreichischer Schauspieler, Operettensänger (Tenor) und Komiker                             | 70    |       |
| 24. Februar | Hermann Priebe                                      | deutscher evangelischer Geistlicher                                                            | 89    |       |
| 24. Februar | A. W. Sauter                                        | deutscher Grafiker                                                                             | 49    |       |
| 24. Februar | Harry J. Wild                                       | US-amerikanischer Kameramann                                                                   | 59    |       |
| 25. Februar | Thomas John McDonnell                               | US-amerikanischer Geistlicher, Koadjutorbischof von Wheeling                                   | 66    |       |
| 25. Februar | Walter M. Mumma                                     | US-amerikanischer Politiker                                                                    | 70    |       |
| 25. Februar | Violet Oakley                                       | US-amerikanische Malerin, Illustratorin, Schriftstellerin und Pazifistin                       | 86    |       |
| 25. Februar | Sebastiano Visconti Prasca                          | italienischer Generalleutnant                                                                  | 77    |       |
| 25. Februar | Walter Zeiske                                       | deutscher Filmproduktionsleiter und Herstellungsleiter                                         | 65    |       |
| 26. Februar | Karl Albiker                                        | deutscher Bildhauer, Lithograf und Hochschullehrer                                             | 82    |       |
| 26. Februar | Fritz Bechtold                                      | deutscher Bergsteiger                                                                          | 60    |       |
| 26. Februar | William Cohn                                        | deutsch-britischer Kunsthistoriker und Sinologe                                                | 80    |       |
| 26. Februar | Umberto De Morpurgo                                 | italienischer Tennisspieler                                                                    | 65    |       |
| 26. Februar | Alberto Galateo                                     | argentinischer Fußballspieler                                                                  | 48    |       |
| 26. Februar | Mohammed V.                                         | marokkanischer Adeliger, Sultan und König von Marokko (1927–1961)                              | 51    |       |
| 26. Februar | Peter Supf                                          | deutscher Schriftsteller und Flieger                                                           | 74    |       |
| 26. Februar | Hasan Âli Yücel                                     | türkischer Kultusminister unter Atatürk, Autor und literarischer Übersetzer                    | 63    |       |
| 27. Februar | Platt Adams                                         | US-amerikanischer Leichtathlet                                                                 | 75    |       |
| 27. Februar | Franz Beyrich                                       | deutscher Politiker (Zentrum, CDU), MdHB                                                       | 74    |       |
| 27. Februar | Albert Bote                                         | deutscher Unternehmer und Politiker (NLP, DVP, BDV, FDP), MdBB                                 | 71    |       |
| 27. Februar | Heinrich Timpe                                      | deutscher römisch-katholischer Theologe                                                        | 86    |       |
| 28. Februar | Josef Höhn                                          | deutscher Politiker (CDU), MdL                                                                 | 79    |       |
| 28. Februar | Peter Küppenbender                                  | niedersächsischer Politiker (KPD)                                                              | 61    |       |
| 28. Februar | Karl Lorenz                                         | deutscher Maler und Dichter des Expressionismus                                                | 72    |       |
| 28. Februar | Andrei Nikolajewitsch Moskwin                       | sowjetischer Kameramann                                                                        | 60    |       |
| 28. Februar | Max Stahl                                           | deutscher Sportfunktionär und Präsident des Deutschen Tennis Bundes                            | 68    |       |

## März
| Tag      | Name                                          | Beruf, bekannt als                                                                                           | Alter | Beleg |
| -------- | --------------------------------------------- | --- | ----- | ----- |
| 1. März  | Greg Wheatley                                 | australischer Mittelstreckenläufer                                                                           | 78    |       |
| 2. März  | Otto Damerau                                  | deutscher Postinspektor, Bodendenkmalpfleger und Kurator des Heimatmuseums Hoyerswerda                       | 83    |       |
| 2. März  | Norah Elam                                    | britische Suffragette, Antivivisektionistin und Faschistin                                                   | 82    |       |
| 2. März  | Wilhelm Havers                                | Sprachwissenschaftler                                                                                        | 82    |       |
| 2. März  | Helene Platenius                              | deutsche Politikerin (DDP), MdL                                                                              | 86    |       |
| 3. März  | Alan Bailey                                   | kanadischer Ruderer                                                                                          | 79    |       |
| 3. März  | Lajos Dinnyés                                 | ungarischer Politiker                                                                                        | 59    |       |
| 3. März  | Zales Ecton                                   | US-amerikanischer Politiker (Republikanische Partei)                                                         | 62    |       |
| 3. März  | Eduard Fiker                                  | tschechischer Schriftsteller, Übersetzer und Szenarist                                                       | 58    |       |
| 3. März  | Joseph R. Grundy                              | US-amerikanischer Politiker                                                                                  | 98    |       |
| 3. März  | Karl Ramseger-Mühle                           | deutscher Schriftsteller                                                                                     | 60    |       |
| 3. März  | Paul Wittgenstein                             | US-amerikanischer Pianist                                                                                    | 73    |       |
| 3. März  | Wittmanns Ann                                 | Neuwieder „Straßensänger-Original“                                                                           | 73    |       |
| 4. März  | Thomas Renton Elliott                         | britischer Arzt und Physiologe                                                                               | 83    |       |
| 4. März  | Rolf Helbig                                   | deutscher Architekt und Teilhaber des Architekturbüros Helbig & Klöckner (1908–1927) in Köln                 | 79    |       |
| 4. März  | Clara Jungmittag                              | deutsche Politikerin (SPD), MdBB                                                                             | 79    |       |
| 4. März  | Valentin Reichmann                            | österreichischer Kaufmann und Politiker                                                                      | 70    |       |
| 5. März  | Kjeld Abell                                   | dänischer Dramatiker                                                                                         | 59    |       |
| 5. März  | Bruno Flashar                                 | deutscher Landschafts-, Genre- und Stilllebenmaler                                                           | 73    |       |
| 5. März  | Heinz Fuchs                                   | deutscher Kunstmaler und Grafiker im expressionistischen Stil                                                | 74    |       |
| 5. März  | Fritz Heiligenstaedt                          | deutscher Pädagoge                                                                                           | 73    |       |
| 5. März  | Paul Helms                                    | deutscher Maler, Grafiker, Zeichner und Illustrator                                                          | 76    |       |
| 5. März  | Léon Quaglia                                  | französischer Eishockeyspieler und Eisschnellläufer                                                          | 65    |       |
| 5. März  | Werner Schendell                              | deutscher Schriftsteller                                                                                     | 69    |       |
| 5. März  | Johan Sigfrid Sirén                           | finnischer Architekt                                                                                         | 71    |       |
| 5. März  | Fritjof Svensson                              | schwedischer Ringer                                                                                          | 64    |       |
| 5. März  | Ferdinand Werner                              | deutscher Lehrer, Romanist und Politiker (DNVP, NSDAP), MdR                                                  | 84    |       |
| 06. März | Erich Arndt                                   | deutscher Bahnradsportler                                                                                    | 49    |       |
| 6. März  | George Formby jr.                             | britischer Schauspieler                                                                                      | 56    |       |
| 6. März  | Werner Gollert                                | deutscher Architekt und Stadtplaner, Stadtbaurat in Hannover                                                 | 61    |       |
| 6. März  | Roberta Jull                                  | britische Ärztin und Sozialreformerin                                                                        | 88    |       |
| 6. März  | Lothar Körner                                 | deutscher Schauspieler                                                                                       | 77    |       |
| 6. März  | Edgar Krahn                                   | estnischer Mathematiker                                                                                      | 66    |       |
| 6. März  | Marcello Mimmi                                | italienischer Geistlicher, Kardinal der römisch-katholischen Kirche                                          | 78    |       |
| 6. März  | Oswald Rayner                                 | britischer Geheimagent                                                                                       | 72    |       |
| 6. März  | John Stopford, Baron Stopford of Fallowfield  | britischer Mediziner und Hochschullehrer                                                                     | 72    |       |
| 6. März  | Boris Andrejewitsch Wilkizki                  | russischer Marineoffizier und Hydrograph                                                                     | 75    |       |
| 7. März  | Karl-Adolf Deubler                            | deutscher Rechtsanwalt und Fußballfunktionär                                                                 | 73    |       |
| 07. März | Bill Harris                                   | US-amerikanischer Schwimmer                                                                                  | 63    |       |
| 7. März  | Gerhardt Katsch                               | deutscher Mediziner                                                                                          | 73    |       |
| 7. März  | Hans Schmiljan                                | deutscher Volkswirt und Politiker (CDU), MdA, Senator                                                        | 59    |       |
| 7. März  | Josef Steinberger                             | Theologe | 87    |       |
| 8. März  | Thomas Beecham                                | britischer Dirigent, Gründer mehrerer Symphonieorchester                                                     | 81    |       |
| 8. März  | Gala Galaction                                | rumänischer Theologe, Schriftsteller und christlich-sozialistischer Aktivist                                 | 81    |       |
| 8. März  | Esper S. Larsen                               | US-amerikanischer Geologe, Petrologe und Mineraloge                                                          | 81    |       |
| 8. März  | Mario Roques                                  | französischer Romanist, Mediävist, Albanist und Hochschullehrer                                              | 85    |       |
| 9. März  | Fritz Hartmann                                | deutscher Maler und Radierer                                                                                 | 82    |       |
| 9. März  | Fritz Skell                                   | deutscher Zeichner                                                                                           | 75    |       |
| 9. März  | Wilbur Sweatman                               | US-amerikanischer Klarinettist und Bandleader                                                                | 79    |       |
| 10. März | Michail Iossifowitsch Dubson                  | sowjetischer Filmregisseur und Drehbuchautor                                                                 | 61    |       |
| 10. März | Jane Gylling                                  | schwedische Schwimmerin                                                                                      | 58    |       |
| 10. März | Reinhard Hilker                               | deutscher Maler und Grafiker                                                                                 | 61    |       |
| 10. März | Gerta Krabbel                                 | deutsche Historikerin und Frauenrechtlerin                                                                   | 79    |       |
| 10. März | Wilhelm Wrobel                                | deutscher Maler und Bildhauer                                                                                | 60    |       |
| 11. März | Sophie van der Does de Willebois              | niederländische Keramikerin und Malerin                                                                      | 69    |       |
| 11. März | Johannes Gutschmidt                           | deutscher Offizier und Lagerleiter                                                                           | 84    |       |
| 11. März | Herbert Kensington-Moir                       | britischer Automobilrennfahrer                                                                               | 61    |       |
| 11. März | William Morgan                                | US-amerikanischer Guerrillakommandant der Kubanischen Revolution                                             | 32    |       |
| 11. März | Gustav Pielstick                              | deutscher Maschinenbauingenieur                                                                              | 71    |       |
| 11. März | Albert Rohloff                                | deutscher Politiker (SPD), MdR, MdL                                                                          | 64    |       |
| 12. März | Victor d’Arcy                                 | britischer Sprinter und Olympiasieger                                                                        | 73    |       |
| 12. März | Belinda Lee                                   | britische Schauspielerin                                                                                     | 25    |       |
| 12. März | Edwin Rudolph Lempe                           | sächsischer Staatsbeamter                                                                                    | 81    |       |
| 12. März | Käthe Miethe                                  | deutsche Schriftstellerin                                                                                    | 68    |       |
| 12. März | Willi Schultz                                 | deutscher Politiker (KPD/SED). MdL                                                                           | 64    |       |
| 12. März | Richard Throll                                | deutscher Designer, Maler und Hochschullehrer                                                                | 81    |       |
| 12. März | Hedwig Wangel                                 | deutsche Schauspielerin                                                                                      | 85    |       |
| 13. März | Heinrich Dannenbauer                          | deutscher Historiker                                                                                         | 63    |       |
| 13. März | Ruth Fischer                                  | deutsche Politikerin (KPD), MdR und Publizistin                                                              | 65    |       |
| 13. März | Johann Flegel                                 | deutscher Politiker (SRP)                                                                                    | 62    |       |
| 13. März | Marie Therese Gosse                           | deutsche Pädagogin                                                                                           | 84    |       |
| 13. März | Agnes Pelton                                  | US-amerikanische Malerin                                                                                     | 79    |       |
| 14. März | Ben Adams                                     | US-amerikanischer Leichtathlet                                                                               | 70    |       |
| 14. März | Friedrich Bachmann                            | deutscher Verwaltungsjurist                                                                                  | 76    |       |
| 14. März | Margaret Frere                                | englisch-britische Sozialarbeiterin und Autorin                                                              | 97    |       |
| 14. März | Nikolai Massalitinow                          | bulgarisch-russischer Regisseur                                                                              | 80    |       |
| 14. März | Michael Seidlmayer                            | deutscher Historiker und Hochschullehrer                                                                     | 58    |       |
| 14. März | Jean Spessart                                 | deutscher Landschaftsmaler                                                                                   | 74    |       |
| 14. März | Otto Sponheimer                               | deutscher Offizier, zuletzt General der Infanterie im Zweiten Weltkrieg                                      | 74    |       |
| 14. März | Karl Zörgiebel                                | deutscher Politiker (SPD), MdR                                                                               | 82    |       |
| 15. März | Maria Blum                                    | deutsche Politikerin (KPD), MdR                                                                              | 70    |       |
| 15. März | Akiba Rubinstein                              | polnischer Schachmeister                                                                                     | 80    |       |
| 15. März | René Doynel de Saint-Quentin                  | französischer Botschafter                                                                                    | 77    |       |
| 15. März | Walter Womersley                              | britischer Politiker, Unterhausabgeordneter                                                                  | 83    |       |
| 16. März | Hans Behlendorff                              | deutscher General der Artillerie                                                                             | 71    |       |
| 16. März | Seymour Felix                                 | US-amerikanischer Choreograph                                                                                | 68    |       |
| 16. März | Karl Simon                                    | deutscher Politiker (NSDAP), MdR, MdL                                                                        | 75    |       |
| 16. März | Václav Talich                                 | tschechoslowakischer Dirigent, Musikpädagoge und Violinist                                                   | 77    |       |
| 17. März | Oskar Bachteler                               | deutscher Politiker (FDP), MdL                                                                               | 64    |       |
| 17. März | Alfred Heilbronn                              | deutsch-türkischer Botaniker                                                                                 | 75    |       |
| 17. März | Otto Lichtschlag                              | deutscher Offizier, zuletzt Oberst i. G. und Freikorpsführer                                                 | 75    |       |
| 17. März | Arthur Raymond Robinson                       | US-amerikanischer Politiker                                                                                  | 80    |       |
| 17. März | Susanna M. Salter                             | US-amerikanische Politikerin                                                                                 | 101   |       |
| 17. März | Lois Weinberger                               | österreichischer Widerstandskämpfer und Politiker (ÖVP), Landtagsabgeordneter, Abgeordneter zum Nationalrat  | 58    |       |
| 18. März | Mizzi Günther                                 | österreichische Opern- und Operettensängerin (Sopran) sowie Theaterschauspielerin                            | 82    |       |
| 18. März | Richard Heyne                                 | Landtagsabgeordneter Volksstaat Hessen                                                                       | 78    |       |
| 19. März | Edric Cundell                                 | englischer Komponist, Hornist, Pianist, Dirigent und Musikpädagoge                                           | 68    |       |
| 19. März | Otto Haase                                    | deutscher Pädagoge                                                                                           | 67    |       |
| 19. März | Anton Kless Edler von Drauwörth               | österreichischer Offizier sowie SS-Brigadeführer                                                             | 78    |       |
| 19. März | Edmund Randerath                              | deutscher Pathologe und Hochschullehrer; Rektor der Universität Heidelberg                                   | 62    |       |
| 19. März | Brazilla Carroll Reece                        | US-amerikanischer Politiker                                                                                  | 71    |       |
| 19. März | Malcolm Svensson                              | schwedischer Leichtathlet                                                                                    | 75    |       |
| 20. März | Emil Lueken                                   | deutscher Jurist und Politiker (FDP), MdBB, Oberbürgermeister von Kiel                                       | 82    |       |
| 21. März | Pawel Wassiljewitsch Abrossimow               | russisch-sowjetischer Architekt                                                                              | 60    |       |
| 21. März | Carlo Aldini                                  | italienischer Schauspieler                                                                                   | 66    |       |
| 21. März | Clemens Becker                                | deutscher Politiker (SPD)                                                                                    | 91    |       |
| 21. März | Anna Marie Floerke                            | Einbandforscherin                                                                                            | 74    |       |
| 21. März | Morgan Foster Larson                          | US-amerikanischer Politiker                                                                                  | 78    |       |
| 22. März | John W. Considine Jr.                         | US-amerikanischer Filmproduzent und Autor                                                                    | 62    |       |
| 22. März | Francesco Font Garcia                         | spanischer römisch-katholischer Ordensgeistlicher, Apostolischer Präfekt von Wankie                          | 55    |       |
| 22. März | Fjodor Issidorowitsch Kusnezow                | sowjetischer General                                                                                         | 62    |       |
| 22. März | Gideon Mer                                    | russisch-jüdischer Wissenschaftler                                                                           |       |       |
| 23. März | Otto Aurich                                   | österreichisch-niederländischer Schauspieler und Theaterleiter                                               | 61    |       |
| 23. März | Walentin Wassiljewitsch Bondarenko            | ukrainisch-sowjetischer Kampfpilot und Raumfahreranwärter                                                    | 24    |       |
| 23. März | Freddy Johnson                                | US-amerikanischer Jazz-Pianist, Sänger und Bandleader des Swing                                              | 57    |       |
| 23. März | Max Mason                                     | US-amerikanischer Mathematiker und Physiker                                                                  | 83    |       |
| 23. März | James Edward Murray                           | US-amerikanischer Politiker                                                                                  | 84    |       |
| 23. März | Heinrich Rau                                  | deutscher Politiker (KPD, SED), MdV, Minister für Maschinenbau und für Außenhandel und Innerdeutschen Handel | 61    |       |
| 23. März | Angela Weschler                               | österreichisch-US-amerikanische Pianistin und Klavierpädagogin                                               | 64    |       |
| 24. März | Kurt Anger                                    | deutscher Offizier, Generalmajor der Wehrmacht im Zweiten Weltkrieg                                          | 72    |       |
| 24. März | Bernhard Elmer                                | Schweizer Politiker (BGB)                                                                                    | 67    |       |
| 24. März | Linus Funke                                   | deutscher Gewerkschafter und Politiker                                                                       | 83    |       |
| 24. März | Walter Wilhelm Goetze                         | deutscher Operetten-Komponist                                                                                | 77    |       |
| 24. März | Antonio Gómezanda                             | mexikanischer Komponist und Pianist                                                                          | 66    |       |
| 24. März | Mitchell May                                  | US-amerikanischer Jurist und Politiker                                                                       | 90    |       |
| 24. März | Hugo Müller                                   | Schweizer Bergsteiger und Arzt                                                                               | 77    |       |
| 24. März | Johannes Hermann Müller                       | deutscher Polizeibeamter                                                                                     | 65    |       |
| 25. März | Birger Andreassen                             | norwegischer Radrennfahrer                                                                                   | 69    |       |
| 25. März | Anthony Ashley-Cooper, 9. Earl of Shaftesbury | britischer Brigadegeneral, Politiker und Peer                                                                | 91    |       |
| 25. März | Lorenzo Calogero                              | italienischer Lyriker                                                                                        | 50    |       |
| 25. März | Arthur Drewry                                 | britischer Fußball-Funktionär, FIFA-Präsident                                                                | 70    |       |
| 25. März | Joachim Moras                                 | deutscher Romanist, Publizist und Übersetzer                                                                 | 58    |       |
| 26. März | Wesley E. Disney                              | US-amerikanischer Politiker                                                                                  | 77    |       |
| 26. März | Philipp Gades                                 | deutscher Ingenieur und Architekt, Regierungsbaumeister und Oberbaurat sowie SA-Truppführer                  | 74    |       |
| 26. März | Gerhard Herrling                              | deutscher Hockeyspieler                                                                                      | 30    |       |
| 26. März | J. Leroy Johnson                              | US-amerikanischer Politiker                                                                                  | 72    |       |
| 26. März | Nikolaos Louvaris                             | griechischer Theologe, Religionsphilosoph und Politiker                                                      | 73    |       |
| 26. März | Carl Moser                                    | Schweizer Jurist sowie Rechtshistoriker                                                                      | 88    |       |
| 26. März | Heinrich Richter                              | deutscher Politiker (SPD), MdR                                                                               | 73    |       |
| 26. März | Stepan Sosnowyj                               | ukrainischer Agronom und Autor der ersten umfassenden Studie des Holodomor                                   | 65    |       |
| 27. März | Ludwig Kunstmann                              | deutscher Bildhauer                                                                                          | 83    |       |
| 27. März | Walter Rangeley Maitland Lamb                 | britischer Klassischer Philologe und Übersetzer                                                              | 79    |       |
| 27. März | Mose Nowomeisky                               | israelischer Wissenschaftler und Industrieller                                                               | 87    |       |
| 27. März | Giovanni Poggi                                | italienischer Kunsthistoriker und Museumsdirektor                                                            | 81    |       |
| 27. März | Ioanna Stefanopoli                            | griechische Journalistin                                                                                     | 85    |       |
| 28. März | Emil Gelny                                    | österreichischer Euthanasiearzt                                                                              | 71    |       |
| 28. März | Cesare Marie Guerrero                         | philippinischer Geistlicher, Bischof von Lingayen-Dagupan sowie von San Fernando                             | 76    |       |
| 28. März | Albert Lindqvist                              | schwedischer Tennisspieler                                                                                   | 73    |       |
| 28. März | Iosif Teodorescu                              | rumänischer General                                                                                          | 75    |       |
| 29. März | Ferdinand Bilger                              | österreichischer Chemiker und Maler                                                                          | 57    |       |
| 29. März | Eva Clare                                     | kanadische Pianistin und Musikpädagogin                                                                      |       |       |
| 29. März | Denis Allen                                   | irischer Politiker                                                                                           | 65    |       |
| 29. März | Wu Yihui                                      | chinesischer Kampfkunstmeister                                                                               | 73    |       |
| 30. März | Hossein Borudscherdi                          | schiitischer Geistlicher, letzter Mardschaʿ-e Taghlid                                                        |       |       |
| 30. März | Jonny Liesegang                               | deutscher Schriftsteller und Illustrator                                                                     | 63    |       |
| 30. März | Philibert Jacques Melotte                     | britischer Astronom                                                                                          | 81    |       |
| 30. März | Anna Muthesius                                | deutsche Konzertsängerin und Modedesignerin                                                                  | 90    |       |
| 30. März | José Weimann                                  | argentinischer römisch-katholischer Geistlicher, Bischof von Santiago del Estero                             | 68    |       |
| 31. März | Paul Landowski                                | französischer Bildhauer                                                                                      | 85    |       |
| 31. März | René Waleff                                   | französischer Ruderer                                                                                        | 86    |       |
| März     | Karl Volk                                     | deutscher kommunistischer Politiker, Journalist und antifaschistischer Widerstandskämpfer                    | 64    |       |
| März     | A. C. J. van Vossen                           | niederländischer Badmintonfunktionär                                                                         |       |       |